# Le Passage (Isère)
Le Passage é uma comuna francesa na região administrativa de Auvérnia-Ródano-Alpes, no departamento de Isère. Estende-se por uma área de 6,68 km². Em 2010 a comuna tinha 868 habitantes (densidade: 129,9 hab./km²).